# Nousseirat
Nousseirat ou Nuseirat (arabe : مخيّم النصيرات) est un camp de réfugiés palestiniens situé dans la partie centrale de la bande de Gaza, à cinq kilomètres au nord-est de la ville de Deir al-Balah et à proximité des camps de Bureij et Maghazi.
Le camp est surpeuplé avec plus de 66 000 réfugiés et contient onze bâtiments scolaires, dont neuf fonctionnent avec un horaire double, abritant un total de vingt écoles sous contrôle des Nations unies. Les conditions sanitaires sont sévères.

## Guerre depuis 2023
Le 19 mai 2024, une frappe aérienne sur le camp de réfugiés fait vingt morts. 
Le 6 juin 2024, l'armée israélienne bombarde une école de l'ONU abritant des personnes déplacées. Au moins 40 personnes sont tuées – dont 14 mineurs et 9 femmes – et au moins 73 blessées. 
Le 8 juin 2024, par un raid sur Nousseirat, quatre otages israéliens enlevés le 7 octobre 2023 au festival Nova qui y étaient gardés prisonniers sont libérés par l'armée israélienne. L'opération fait près d'un millier de morts et blessés parmi les Palestiniens. 
Le 8 juillet 2024, seize personnes sont tuées dans une frappe de l'armée israélienne sur une école dans le camp de réfugiés.  
Une autre école est bombardée le 15 juillet, faisant quinze morts, puis une autre le lendemain, faisant cinq morts.  
Le 12 septembre, dix-huit personnes sont tuées dans un bombardement israélien sur une école, parmi lesquelles six humanitaires, et quarante-quatre blessées.  
Le 14 octobre, l’artillerie israélienne vise une école abritant des dizaines de familles déplacées ; au moins quinze personnes sont tuées et des dizaines blessées.  
Cinq personnes sont tuées le lendemain dans un bombardement israélien.   
Le 24 octobre, dix-sept personnes sont tuées et des dizaines blessées dans une frappe israélienne sur une école.  
Trois femmes et un enfant sont tués dans une frappe israélienne le 17 novembre.  
Plusieurs personnes, dont un bébé, sont tuées dans des tirs d'artillerie israéliens le 20 novembre.  
Une vingtaine de personnes sont tuées dans un bombardement israélien le 29 novembre.  
Au moins dix-sept personnes sont tuées et des dizaines blessées dans un bombardement israélien le 6 décembre.  
Au moins vingt personnes, dont six enfants et cinq femmes, sont tuées et une quarantaine sont blessées dans un bombardement israélien le 7 décembre.  
Au moins sept personnes sont tuées dans un bombardement israélien le 10 décembre.  
Quinze personnes sont tuées le 12 décembre, dont sept enfants, dans un bombardement israélien. 
Le même jour, un autre bombardement israélien fait au moins 25 morts et 50 blessés. 
Le 20 décembre une frappe israélienne tue au moins 8 personnes. 
Cinq journalistes sont tués dans une frappe israélienne sur leur véhicule le 26 décembre. 